# Šumanovci
Šumanovci – wieś w Chorwacji, w żupanii pożedzko-slawońskiej, w mieście Kutjevo. W 2011 roku liczyła 139 mieszkańców.